# Maarten van Traa
Maarten van Traa (Oegstgeest, 18 mei 1945 – Amsterdam, 21 oktober 1997) was een Nederlands politicus, die voor de Partij van de Arbeid lid was van de Tweede Kamer. Hij was vooral bekend als voorzitter van de Parlementaire enquêtecommissie opsporingsmethoden, ook wel commissie-Van Traa genoemd.

## Carrière

### Opleiding
Maarten van Traa ging eerst naar de bijzonder-neutrale Groningse Schoolvereniging te Groningen. Zijn middelbaar onderwijs genoot hij aan het Stedelijk Gymnasium Leiden. Daarna studeerde hij van 1962 tot 1967 rechten aan de Universiteit van Amsterdam. Vervolgens studeerde hij politieke wetenschappen, eerst van 1967 tot 1968 in Frankrijk aan de Sorbonne, daarna van 1970 tot 1972 in de Verenigde Staten.

### Journalist
Van 1968 tot 1970 werkte Van Traa als journalist voor het Algemeen Handelsblad, daarna tot 1972 voor Le Monde. Hierna werkte hij tot 1979 bij de televisie, zowel bij de VPRO als bij de NOS.

### Politiek
In 1974 werd Van Traa lid van de Partij van de Arbeid. Voor deze partij werd hij in 1979 internationaal secretaris. Dit bleef hij tot april 1987.
Als lid van het partijbestuur ging hij zich intensief richten op de vredesbeweging, in het bijzonder op samenwerking met het IKV. Na oprichting van het Komitee Kruisraketten Nee, werd hij bestuurslid van dit samenwerkingsverband. 
Van 3 juni 1986 tot zijn dood was Van Traa lid van de Tweede Kamer. Tijdens zijn lidmaatschap was Van Traa woordvoerder buitenlandse zaken van de PvdA-fractie en tot 1994 ook woordvoerder vreemdelingenbeleid. Hij hield zich onder andere bezig met asielkwesties en mensenrechten.
De geruchtmakende IRT-affaire leidde tot het instellen van een Werkgroep inzake onderzoek naar opsporingsmethoden bij het IRT in juni 1994. Hiervan werd Van Traa de voorzitter. In oktober hield deze commissie op te bestaan, maar leidde in december tot het oprichten van de Parlementaire enquêtecommissie opsporingsmethoden, met eveneens Van Traa als voorzitter. De commissie concludeerde dat de opsporingsdiensten gebruik maakten van illegale methodes, en deed voorstellen om een aantal van deze methodes te legaliseren. Dit leidde tot de invoering van de Wet bijzondere opsporingsbevoegdheden.

## Overlijden
Op 21 oktober 1997 kwam Van Traa om het leven door een auto-ongeval op de afslag van de Amsterdamse ringweg A10 naar de A4. Er heerste in politieke kringen enige tijd twijfel of er misschien sprake was van sabotage aan zijn auto. Na lezing van het politierapport stelt zijn jeugdvriend Benk Korthals dat hij ervan overtuigd is dat er geen opzet in het spel is geweest. Mede IRT-commissielid André Rouvoet zegt dat de Amsterdamse politie een grondig onderzoek heeft ingesteld waaruit bleek dat er geen sprake was van sabotage. Rouvoet zegt geen aanwijzingen te hebben van het tegendeel.

## Persoonlijk
Van Traa was de zoon van hoogleraar economie Piet van Traa en journaliste Jet van der Burg. Na de dood van zijn vader op 18 september 1985 werd hem verteld dat hij geboren was uit een buitenechtelijke relatie van zijn moeder met journalist Sybout Colenbrander. Dit was aanleiding voor Van Traa contact te zoeken met Colenbrander, met wie hij vervolgens tot diens dood in 1993 een goede verstandhouding had.
Van Traa was van 1969 tot 1992 getrouwd met de Française Delphine de Pury, die hij in het Amsterdamse studentenleven had leren kennen. Op 1 november 1996 trad hij in het huwelijk met voormalig PSP-politica Andrée van Es. Ze hadden sinds 1990 een relatie.

## Biografie
- Willem van Bennekom, De jaren van Maarten van Traa, Boom uitgeverij, 2015, ISBN 9789089536419